# Vasile Bârcă
Vasile Bârcă (n. 2 ianuarie 1884, satul Ignăței, județul Orhei – d. 14 mai 1949, București) a fost un om politic român, membru al Sfatului Țării, primar al Chișinăului și ministru în timpul României Mari.

## Biografie
A urmat studii de drept la Universitatea din Petersburg (1906), obținând doctoratul în drept. A profesat ca avocat. A fost ales în Sfatul Țării din partea Congresului județean Soroca (5 martie 1918). A prezidat congresul memorabil la care s-a votat preliminar moțiunea de realipire a județului Soroca la România. Mandat validat pe termenul 18 martie 1918 până la 18 februarie 1919. Ca deputat în Sfatul Țării, a militat pentru soluționarea pozitivă a tuturor chestiunilor puse în discuție privind cauza sfântă a Basarabiei - unirea cu Patria-Mamă.

## Sfatul Țării, România Mare
În Sfatul Țării a deținut funcțiile de: vicepreședinte (25 noiembrie 1918 - 18 februarie 1919), vicepreședinte al Comisiei Constituționale (19 mai - 27 noiembrie 1918), membru al Comisiei Juridice.
După Unire s-a consacrat activităților politice și administrative, aderând la Partidul Național Liberal. Director general Ia Departamentul Interne, ad-interim la Domenii și Directoratul Justiției în anii 1920-1921, primar al municipiului Chișinău în anii 1922-1923 și a doua oară în anii 1924-1925, președinte al Comisiei de unificare, ministru subsecretar de stat la Ministerul de Interne în 1936-1937, director al cotidianului Basarabia și deputat de Orhei în 10 legislaturi.
Vasile Bârcă a murit la 14 mai 1949, în București. și a fost înmormântat în Cimitirul Bellu.

## Distincții, merite, ordine
- Ordinul Coroana României în grad de Mare Ofițer
- Steaua României
- Vulturul României
- Ordinul Ferdinand I în grad de Comandor